# 2019 a filmművészetben
2019 a filmművészetben a 2019-es év fontosabb filmes eseményeit tartalmazza az alábbiak szerint:

## Sikerfilmek

### Sikerfilmek Magyarországon
Forrás: Box Office Mojo, Hungary Yearly Box Office (lekérdezve 2019. december 31.)
| #   | Cím                             | Forgalmazó    | Bevétel    | Megjelenés    |
| --- | ------------------------------- | ------------- | ---------- | ------------- |
| 1.  | Bosszúállók: Végjáték           | Fórum Hungary | $4 476 885 | április 25.   |
| 2.  | Joker                           | InterCom Zrt. | $2 295 909 | október 3.    |
| 3.  | Jégvarázs 2.                    | Fórum Hungary | $2 234 103 | november 21.  |
| 4.  | A kis kedvencek titkos élete 2. | UIP-Dunafilm  | $2 138 719 | július 4.     |
| 5.  | Marvel Kapitány                 | Fórum Hungary | $2 100 452 | március 7.    |
| 6.  | Így neveld a sárkányodat 3.     | UIP-Dunafilm  | $2 095 185 | február 21.   |
| 7.  | Az oroszlánkirály               | Fórum Hungary | $1 990 378 | július 18.    |
| 8.  | Volt egyszer egy Hollywood      | InterCom Zrt. | $1 774 523 | augusztus 15. |
| 9.  | Pókember: Idegenben             | InterCom Zrt. | $1 787 769 | július 4.     |
| 10. | Aladdin                         | Fórum Hungary | $1 610 816 | május 23.     |

## Filmbemutatók Magyarországon

### Január
| Dátum | Magyar cím                       | Eredeti cím                                              | Filmstúdió                                                  | Rendező                         | Főszereplők |
| ----- | -------------------------------- | -------------------------------------------------------- | ----------------------------------------------------------- | ------------------------------- | --- |
| 3.    | Creed II.                        | Creed II                                                 | Metro-Goldwyn-Mayer, New Line Cinema, Warner Bros.          | Steven Caple Jr.                | Michael B. Jordan, Dolph Lundgren, Florian Munteanu, Sylvester Stallone, Tessa Thompson, Wood Harris, Russell Hornsby                           |
| 3.    | Végtelen útvesztő                | Escape Room                                              | Original Film                                               | Adam Robitel                    | Logan Miller, Adam Robitel, Jessica Sutton, Deborah Ann Woll                                                                                    |
| 3.    | Mindenki tudja                   | Todos lo saben                                           | Memento Films Production, Morena Films, Lucky Red           | Aszhar Farhadi                  | Javier Bardem, Penélope Cruz, Ricardo Darín, Bárbara Lennie, Jaime Lorente, Eduard Fernández                                                    |
| 3.    | Asterix: A varázsital titka      | Astérix: Le secret de la potion magique                  | M6                                                          | Alexandre Astier, Louis Clichy  | Christian Clavier, Bernard Alane, Alexandre Astier, Lionnel Astier, Guillaume Briat, Alex Lutz                                                  |
| 3.    | A tanítónő                       | The Kindergarten Teacher                                 | Pie Films, Farcaster Films, Imagination Park Entertainment  | Sara Colangelo                  | Gael García Bernal, Ato Blankson-Wood, Michael Chernus, Maggie Gyllenhaal, Libya Pugh, Rosa Salazar                                             |
| 3.    | Madeline a mélyben               | Madeline's Madeline                                      | Parris Pictures, Forager Films, Bow and Arrow Entertainment | Josephine Decker                | Curtiss Cook, Dana Eskelson, Miranda July, Molly Parker                                                                                         |
| 10.   | A csempész                       | The Mule                                                 | Warner Bros.                                                | Clint Eastwood                  | Clint Eastwood, Bradley Cooper, Taissa Farmiga, Michael Peña, Andy García, Alison Eastwood, Laurence Fishburne, Dianne West                     |
| 10.   | Bolti tolvajok                   | Manbiki Kazoku                                           | AOI Promotion                                               | Koreeda Hirokazu                | Sakura Andô, Lily Franky, Sôsuke Ikematsu, Kirin Kiki, Mayu Matsuoka                                                                            |
| 10.   | Egy kutya hazatér                | A Dog's Way Home                                         | Bona Film Group, Columbia Pictures                          | Charles Martin Smith            | Jonah Hauer-King, Ashley Judd, Edward James Olmos, Alexandra Shipp                                                                              |
| 10.   | Tranzit                          | Transit                                                  | Schramm Film, Neon Productions                              | Christian Petzold               | Franz Rogowski, Paula Beer, Godehard Giese, Lilien Batman, Maryam Zaree, Barbara Auer, Matthias Brandt                                          |
| 10.   | A 64-es betegnapló               | Journal 64                                               | Zentropa Entertainments                                     | Christoffer Boe                 | Fares Fares, Nikolaj Lie Kaas, Nicolas Bro, Anders Hove                                                                                         |
| 10.   | Ralph lezúzza a netet            | Ralph Breaks the Internet                                | Walt Disney Pictures                                        | Phil Johnston, Rich Moore       | John C. Reilly, Sarah Silverman, Gal Gadot, Kristen Bell, Mandy Moore, Taraji P. Henson, Jane Lynch, Jack McBrayer, Ed O’Neill, Kelly Macdonald |
| 10.   | Sellők és Rinocéroszok           | –                                                        |                                                             | Traub Viktória                  | Czinki Gertrúd, Farkas Júlia, Tüske Ferenc, Urbán Léna                                                                                          |
| 17.   | Üveg                             | Glass                                                    | Blumhouse Productions                                       | M. Night Shyamalan              | Samuel L. Jackson, James McAvoy, Sarah Paulson, Anya Taylor-Joy, Bruce Willis, Spencer Treat Clark, Luke Kirby                                  |
| 17.   | Kurszk                           | Kursk                                                    | Belga Productions                                           | Thomas Vinterberg               | Colin Firth, Matthias Schoenaerts, Léa Seydoux, Max von Sydow, Michael Nyqvist                                                                  |
| 17.   | Az átkelés madarai               | Pájaros de verano                                        | Blond Indian Films                                          | Cristina Gallego, Ciro Guerra   | Carmiña Martínez, José Acosta, Natalia Reyes, Jhon Narváez                                                                                      |
| 17.   | Tű, cérna, szerelem              | Sir                                                      | Inkpot Films Private Limited                                | Rohena Gera                     | Ahmareen Anjum, Vivek Gomber, Geetanjali Kulkarni, Tillotama Shome, Rahul Vohra                                                                 |
| 24.   | Instant család                   | Instant Family                                           | Paramount Pictures                                          | Sean Anders                     | Mark Wahlberg, Rose Byrne, Isabela Moner, Gustavo Quiroz, Julianna Gamiz, Octavia Spencer                                                       |
| 24.   | Pusztító                         | Destroyer                                                | 30West, Automatik                                           | Karyn Kusama                    | Nicole Kidman, Toby Kebbell, Tatiana Maslany, Sebastian Stan, Scoot McNairy, Bradley Whitford                                                   |
| 24.   | Dogman – Kutyák királya          | Dogman                                                   | Rai Cinema                                                  | Matteo Garrone                  | Marcello Fonte, Edoardo Pesce, Nunzia Schiano, Adamo Dionisi, Francesco Acquaroli                                                               |
| 24.   | Még egy nap élet                 | Another Day of Life                                      | Platige Image, Kanaki Films                                 | Raúl de la Fuente, Damian Nenow | Miroslaw Haniszewski, Vergil J. Smith, Tomasz Zietek                                                                                            |
| 24.   | Bánom is én, ha elítél az utókor | Îmi este indiferent daca în istorie vom intra ca barbari | Endorfilm                                                   | Radu Jude                       | Ioana Iacob, Alex Bogdan, Alexandru Dabija, Ion Rizea, Claudia Ieremia                                                                          |
| 31.   | Két királynő                     | Mary Queen of Scots                                      | Focus Features                                              | Josie Rourke                    | Saoirse Ronan, Margot Robbie, Jack Lowden, Thom Petty, Simon Russell Beale                                                                      |
| 31.   | Vihar előtt                      | Serenity                                                 | Global Road Entertainment                                   | Steven Knight                   | Matthew McConaughey, Anne Hathaway, Diane Lane, Jason Clarke, Djimon Hounsou                                                                    |
| 31.   | Csodálatos fiú                   | Beautiful Boy                                            | Amazon Studios                                              | Felix van Groeningen            | Steve Carell, Timothée Chalamet, Maura Tierney, Christian Convery, Oakley Bull, Amy Ryan                                                        |
| 31.   | Arc                              | Twarz                                                    |                                                             | Malgorzata Szumowska            | Mateusz Kosciukiewicz, Malgorzata Gorol, Agnieszka Podsiadlik, Iwona Bielska                                                                    |
| 31.   | Az örökösnő                      | Toppen av ingenting                                      |                                                             | Mans Mansson, Axel Petersén     | Leonore Ekstrand, Christer Levin, Olof Rhodin, Christian Saldert                                                                                |

### Február
| Dátum | Magyar cím                         | Eredeti cím                                | Filmstúdió                                                | Rendező                     | Főszereplők |
| ----- | ---------------------------------- | ------------------------------------------ | --------------------------------------------------------- | --------------------------- | --- |
| 7.    | A csodagyerek                      | The Prodigy                                | Orion Pictures                                            | Nicholas McCarthy           | Colm Feore, Peter Mooney, Taylor Schilling, Jackson Robert Scott, Brittany Allen                                    |
| 7.    | A kedvenc                          | The Favourite                              | Element Pictures                                          | Jórgosz Lánthimosz          | Olivia Colman, Faye Daveney, Emma Delves, Emma Stone, Rachel Weisz, Nicholas Hoult, Joe Alwyn                       |
| 7.    | A Lego-kaland 2.                   | The Lego Movie 2: The Second Part          | Animal Logic, LEGO System A/S                             | Mike Mitchell               | Chris Pratt, Elizabeth Banks, Will Arnett, Will Ferrell, Maya Rudolph, Channing Tatum, Jonah Hill                   |
| 7.    | Kafarnaum – A remény útja          | Capharnaüm                                 | Boo Pictures, Clandestino Films, Les Films des Tournelles | Nadine Labaki               | Zain Al Rafeea, Yordanos Shiferaw, Boluwatife Treasure Bankole, Kawsar Al Haddad, Nadine Labaki                     |
| 7.    | Szerelmünk napjai                  | Time Freak                                 | QC Entertainment                                          | Andrew Bowler               | Asa Butterfield, Sophie Turner, Skyler Gisondo, Will Peltz, Aubrey Reynolds                                         |
| 7.    | Ne érints meg                      | Touch Me Not                               | Manekino Film, Rohfilm, Pink Production                   | Adina Pintilie              | Laura Benson, Tómas Lemarquis, Christian Bayerlein, Adina Pintilie                                                  |
| 7.    | Szavak nélkül                      | Un homme pressé                            | Gaumont                                                   | Hervé Mimran                | Fabrice Luchini, Leïla Bekhti, Rebecca Marder, Igor Gotesman, Yves Jacques, Micha Lescot                            |
| 14.   | Alita: A harc angyala              | Alita: Battle Angel                        | 20th Century Fox                                          | Robert Rodríguez            | Rosa Salazar, Mahershala Ali, Eiza González, Jennifer Connelly, Michelle Rodriguez, Christoph Waltz                 |
| 14.   | Amit nem akarsz tudni a szüleidről | Drunk Parents                              | BRON Studios                                              | Fred Wolf                   | Salma Hayek, Alec Baldwin, Jim Gaffigan, Bridget Moynahan, Joe Manganiello, Treat Williams                          |
| 14.   | Az a nap a tengerparton            | On Chesil Beach                            | BBC Films                                                 | Dominic Cooke               | Saoirse Ronan, Billy Howle, Andy Burse, Rasmus Hardiker, Anne-Marie Duff                                            |
| 14.   | A Maria Callas-sztori              | Maria by Callas                            | Elephant Doc                                              | Tom Volf                    | Fanny Ardant, Joyce DiDonato, Maria Callas, Aristotle Onassis, Vittorio De Sica                                     |
| 14.   | Boldog halálnapot! 2.              | Happy Death Day 2U                         | Blumhouse Productions                                     | Christopher Landon          | Jessica Rothe, Israel Broussard, Ruby Modine, Suraj Sharma, Rachel Matthews                                         |
| 14.   | Hidegháború                        | Zimna wojna                                | Opus Film, MK Production, Protagonist Pictures            | Paweł Pawlikowski           | Joanna Kulig, Tomasz Kot, Borys Szyc, Agata Kulesza, Jeanne Balibar, Cédric Kahn, Adam Woronowicz, Adam Ferency     |
| 14.   | Kölcsönlakás                       | –                                          |                                                           | Dobó Kata, Gulyás Buda      | Balla Eszter, Fehér Tibor, Gosztonyi Csaba, Kopek Janka                                                             |
| 21.   | Alelnök                            | Vice                                       | Annapurna Pictures                                        | Adam McKay                  | Christian Bale, Amy Adams, Steve Carell, Sam Rockwell, Alison Pill, Eddie Marsan, Tyler Perry                       |
| 21.   | Dermesztő hajsza                   | Cold Pursuit                               | StudioCanal                                               | Hans Petter Moland          | Liam Neeson, Laura Dern, William Forsythe, Emmy Rossum, Tom Bateman                                                 |
| 21.   | Így neveld a sárkányodat 3.        | How to Train Your Dragon: The Hidden World | DreamWorks Animation                                      | Dean DeBlois                | Gerard Butler, Cate Blanchett, Kristen Wiig, Kit Harington, Jonah Hill, Christopher Mintz-Plasse, F. Murray Abraham |
| 21.   | Zöld könyv – Útmutató az élethez   | Green Book                                 | Participant Media                                         | Peter Farrelly              | Viggo Mortensen, Mahershala Ali, Linda Cardellini, Sebastian Maniscalco, Dimiter D. Marinov, Mike Hatton            |
| 28.   | Egy ország, egy király             | Un peuple et son roi                       | Archipel 35, StudioCanal, France 3 Cinéma                 | Pierre Schoeller            | Gaspard Ulliel, Adèle Haenel, Olivier Gourmet, Louis Garrel, Izïa Higelin, Noémie Lvovsky                           |
| 28.   | Heavy Túra                         | Hevi reissu                                |                                                           | Juuso Laatio, Jukka Vidgren | Torstein Bjørklund, Antti Heikkinen, Ville Hilska, Johannes Holopainen                                              |
| 28.   | Meztelen befutó                    | Flitzer                                    | Spotlight Media Production AG                             | Peter Luisi                 | Beat Schlatter, Bendrit Bajra, Doro Müggler, Luna Wedler, Una Rusca                                                 |
| 28.   | Piedone nyomában                   | –                                          |                                                           | Király Levente              | Bud Spencer, Terence Hill, Riccardo Pizzuti, Sal Borgese, Guido és Maurizio de Angelis, Kárpáti György              |

### Március
| Dátum | Magyar cím                     | Eredeti cím                                | Filmstúdió                                   | Rendező                        | Főszereplők |
| ----- | ------------------------------ | ------------------------------------------ | -------------------------------------------- | ------------------------------ | --- |
| 7.    | Marvel Kapitány                | Captain Marvel                             | Walt Disney Pictures, Marvel Studios         | Anna Boden, Ryan Fleck         | Brie Larson, Samuel L. Jackson, Jude Law, Gemma Chan, Ben Mendelsohn, Djimon Hounsou, Lee Pace, Clark Gregg, Annette Bening                              |
| 7.    | Állati csetepata: Ez már röfi! | Volki i ovci. Hod szvine                   | CTB Film Company                             | Vladimir Nikolaev              | Vladimir Chuprikov, Graham Halstead |
| 7.    | Csak a baj van veled!          | En liberté!                                | France 2 Cinéma                              | Pierre Salvadori               | Adèle Haenel, Pio Marmaï, Audrey Tautou, Damien Bonnard, Octave Bossuet                                                                                  |
| 7.    | Guerilla                       | –                                          | Proton Cinema                                | Kárpáti György Mór             | Váradi Gergely, Mészáros Blanka, Vilmányi Benett, Radetzky Anna, Orbán Levente, Baráth Attila, Géczi Zoltán                                              |
| 7.    | Jó estét, Mr. Waldheim!        | Waldheims Walzer                           | Ruth Beckermann Filmproduktion               | Ruth Beckermann                | Kurt Waldheim, Ruth Beckermann |
| 7.    | Most van most                  | –                                          |                                              | Szajki Péter                   | Tompos Kátya, Mohai Tamás, Básti Juli, Scherer Péter, Andai Kati, Elek Ferenc, Mészáros András, Kovács Lehel, Lovas Rozi, Zrinyi Gál Vince, László Zsolt |
| 14.   | Családi bunyó                  | Fighting with My Family                    | Metro-Goldwyn-Mayer                          | Stephen Merchant               | Florence Pugh, Lena Headey, Nick Frost, Jack Lowden, Vince Vaughn, Dwayne Johnson                                                                        |
| 14.   | Apró mesék                     | –                                          | Film Positive Productions                    | Szász Attila                   | Szabó Kimmel Tamás, Kerekes Vica, Tóth Bercel, Gyabronka József, Bakos Éva, Orosz Ákos, Molnár Levente                                                   |
| 14.   | A királynő kutyája             | The Queen’s Corgi                          | Belga Productions                            | Vincent Kesteloot, Ben Stassen | Julie Walters, Sheridan Smith, Ray Winstone, Jack Whitehall, Matt Lucas, Tom Courtenay, Jon Culshaw, Jamal Fahim                                         |
| 14.   | Szabadúszók                    | Le grand bain                              | Les Productions du Trésor                    | Gilles Lellouche               | Guillaume Canet, Virginie Efira, Mathieu Amalric, Leïla Bekhti, Benoît Poelvoorde                                                                        |
| 14.   | Itt járt Britt-Marie           | Britt-Marie var här                        | SF Studios Production AB                     | Tuva Novotny                   | Pernilla August, Vera Vitali, Peter Haber, Olle Sarri, Malin Levanon                                                                                     |
| 21.   | Elrabolt világ                 | Captive State                              | DreamWorks, Amblin Partners                  | Rupert Wyatt                   | Vera Farmiga, Machine Gun Kelly, John Goodman, Madeline Brewer, Alan Ruck, KiKi Layne                                                                    |
| 21.   | Mi                             | Us                                         | Universal Pictures, Monkeypaw Productions    | Jordan Peele                   | Lupita Nyong’o, Winston Duke, Elisabeth Moss, Tim Heidecker, Evan Alex, Anna Diop                                                                        |
| 21.   | Túltolva                       | The Beach Bum                              | Anonymous Content                            | Harmony Korine                 | Matthew McConaughey, Isla Fisher, Snoop Dogg, Zac Efron, Martin Lawrence, Jonah Hill                                                                     |
| 21.   | Bazi nagy francia lagzik 2.    | Qu’est-ce qu’on a encore fait au bon Dieu? | Les films du 24                              | Philippe de Chauveron          | Christian Clavier, Chantal Lauby, Ary Abittan, Frédéric Chau, Noom Diawara, Frédérique Bel, Julia Piaton                                                 |
| 21.   | Colette                        | Colette                                    | Number 9 Films                               | Wash Westmoreland              | Keira Knightley, Dominic West, Eleanor Tomlinson, Fiona Shaw, Denise Gough, Ropert Pugh                                                                  |
| 21.   | Életem értelmei                | Nos batailles                              | Les Films Pelléas                            | Guillaume Senez                | Romain Duris, Basile Grunberger, Lena Girard Voss, Lucie Debay                                                                                           |
| 21.   | A világ gyengéd közönye        | Laskovoe bezrazlichie mira                 | Arizona Films                                | Adilhan Jerzsanov              | Szultan Abzalov, Tulemisz Alisev, Dinara Baktibajeva |
| 28.   | Dumbo                          | Dumbo                                      | Walt Disney Pictures, Tim Burton Productions | Tim Burton                     | Colin Farrell, Michael Keaton, Danny DeVito, Eva Green, Nico Parker, Finley Hobbins, Douglas Reith, Joseph Gatt, Alan Arkin, Lucy DeVito                 |
| 28.   | Testvérlövészek                | Les Frères Sisters                         | Why Not Productions, Annapurna Pictures      | Jacques Audiard                | Joaquin Phoenix, John C. Reilly, Jake Gyllenhaal, Riz Ahmed, Rebecca Root, Rutger Hauer                                                                  |
| 28.   | Az eltűntek                    | The Vanishing                              | Lionsgate                                    | Kristoffer Nyholm              | Gerard Butler, Gary Lewis, Peter Mullan, Ólafur Darri Ólafsson                                                                                           |

### Április
| Dátum | Magyar cím                   | Eredeti cím             | Filmstúdió                           | Rendező                      | Főszereplők |
| ----- | ---------------------------- | ----------------------- | ------------------------------------ | ---------------------------- | --- |
| 4.    | Kedvencek temetője           | Pet Sematary            | Paramount Pictures                   | Kevin Kölsch, Dennis Widmyer | Jason Clarke, Amy Seimetz, John Lithgow |
| 4.    | Shazam!                      | Shazam!                 | Warner Bros.                         | David F. Sandberg            | Zachary Levi, Asher Angel, Jack Dylan Grazer, Mark Strong, Djimon Hounsou, Michelle Borth                                                                                 |
| 4.    | Dumplin’ – Így kerek az élet | Dumplin’                |                                      | Anne Fletcher                | Danielle Macdonald, Jennifer Aniston, Odeya Rush |
| 4.    | A Kolibri projekt            | The Hummingbird Project |                                      | Kim Nguyen                   | Jesse Eisenberg, Alexander Skarsgård, Salma Hayek |
| 11.   | Hellboy                      | Hellboy                 | Universal Pictures                   | Neil Marshall                | David Harbour, Milla Jovovich, Ian McShane, Penelope Mitchell, Brian Gleeson                                                                                              |
| 11.   | A hiányzó láncszem           | Missing Link            | Laika Entertainment                  | Chris Butler                 | Zach Galifianakis, Hugh Jackman, Zoë Saldana, Emma Thompson, Timothy Olyphant                                                                                             |
| 11.   | Miután                       | After                   |                                      | Jenny Gage                   | Jennifer Beals, Peter Gallagher, Selma Blair, Meadow Williams, Hero Fiennes Tiffin                                                                                        |
| 11.   | Eksztázis                    | Climax                  |                                      | Gaspar Noé                   | Sofia Boutella, Romain Guillermic, Souheila Yacoub, Kiddy Smile |
| 18.   | Hotel Mumbai                 | Hotel Mumbai            |                                      | Anthony Maras                | Dev Patel, Armie Hammer, Nazanin Boniadi, Anupam Kher, Jason Isaacs |
| 18.   | Interjú Istennel             | Interview With God      |                                      | Perry Lang                   | Brenton Thwaites, David Strathairn, Yael Grobglas, Charlbi Dean Kriek, Hill Harper                                                                                        |
| 18.   | Mia és a fehér oroszlán      | Mia et le lion blanc    |                                      | Gilles de Maistre            | Mélanie Laurent, Langley Kirkwood, Daniah De Villiers, Ryan McLennan |
| 18.   | A gyászoló asszony átka      | The Curse of La LLorona |                                      | Michael Chaves               | Jaynee-Lynne Kinchen, Roman Christou, Linda Cardellini, Raymond Cruz, Marisol Ramirez                                                                                     |
| 18.   | Csodapark                    | Wonder Park             | Paramount Pictures                   | Dylan Brown                  | Brianna Denski, Jennifer Garner, Ken Hudson Campbell, Matthew Broderick, Jeffrey Tambor, Kenan Thompson, Ken Jeong, Mila Kunis                                            |
| 25.   | Bosszúállók: Végjáték        | Avengers: Endgame       | Walt Disney Pictures, Marvel Studios | Anthony Russo, Joe Russo     | Robert Downey Jr., Chris Evans, Mark Ruffalo, Scarlett Johansson, Chris Hemsworth, Jeremy Renner, Paul Rudd, Brie Larson, Josh Brolin, Karen Gillan, Gwyneth Paltrow stb. |
| 25.   | Sarkvidék                    | Arctic                  |                                      | Joe Penna                    | Mads Mikkelsen, Maria Thelma Smáradóttir |
| 25.   | A hőlégballon                | Balloon                 |                                      | Michael Herbig               | Friedrich Mücke, Karoline Schuch, Alicia von Rittberg |

### Május
| Dátum | Magyar cím                                      | Eredeti cím                                | Filmstúdió                                | Rendező                      | Főszereplők |
| ----- | ----------------------------------------------- | ------------------------------------------ | ----------------------------------------- | ---------------------------- | --- |
| 2.    | A sötétség gyermekei                            | Lords of Chaos                             |                                           | Jonas Åkerlund               | Rory Culkin, Emory Cohen, Jack Kilmer |
| 2.    | Manu, a legsirályabb fecske                     | Manou the Swift                            |                                           | Christian Haas, Andrea Block | Josh Keaton, Kate Winslet, Willem Dafoe, Rob Paulsen                                                                                          |
| 2.    | Két lépés távolság                              | Five Feet Apart                            | Lionsgate                                 | Justin Baldoni               | Haley Lu Richardson, Moises Arias, Cole Sprouse                                                                                               |
| 2.    | A vörös ügynök                                  | Red Joan                                   |                                           | Trevor Nunn                  | Judi Dench, Sophie Cookson, Stephen Campbell Moore                                                                                            |
| 9.    | Pokémon – Pikachu, a detektív                   | Pokémon Detective Pikachu                  | Warner Bros., Legendary Entertainment     | Rob Letterman                | Justice Smith, Ryan Reynolds, Vatanabe Ken, Kathryn Newton, Bill Nighy, Chris Geere, Suki Waterhouse, Rita Ora                                |
| 9.    | Csaló csajok                                    | The Hustle                                 |                                           | Chris Addison                | Anne Hathaway, Rebel Wilson, Tim Blake Nelson                                                                                                 |
| 9.    | Brightburn – A lángoló fiú                      | Brightburn                                 |                                           | David Yarovesky              | Elizabeth Banks, David Denman, Matt Jones |
| 9.    | Tied a világ                                    | Le monde est à toi                         |                                           | David Yarovesky              | Karim Leklou, Isabelle Adjani, Vincent Cassel, Oulaya Amamra                                                                                  |
| 9.    | Pécsi szál                                      | –                                          |                                           | Lévai Balázs                 | Szabó Simon, Pallagi Melitta, Halott Pénz, Punnany Massif, Kispál és a Borz, 30Y, Junkie Jack Flash                                           |
| 16.   | John Wick: 3. felvonás – Parabellum             | John Wick: Chapter 3 – Parabellum          | Lionsgate                                 | Chad Stahelski               | Keanu Reeves, Halle Berry, Anjelica Huston, Asia Kate Dillon, Mark Dacascos, Jason Mantzoukas, Ian McShane, Laurence Fishburne, Lance Reddick |
| 16.   | Undipofik                                       | Uglydolls                                  |                                           | Kelly Asbury                 | Emma Roberts, Janelle Monáe, Bebe Rexha, Nick Jonas, Wanda Sykes, Kelly Clarkson, Charli XCX, Blake Shelton, Pitbull, Lizzo                   |
| 16.   | Szívek királynője                               | Dronningen                                 |                                           | May el-Toukhy                | Trine Dyrholm, Gustav Lindh, Magnus Krepper                                                                                                   |
| 23.   | Átkozottul veszett, sokkolóan gonosz és hitvány | Extremely Wicked, Shockingly Evil and Vile |                                           | Joe Berlinger                | Zac Efron, Lily Collins, Angela Sarafyan, Kaya Scodelario, Jeffrey Donovan, Grace Victoria Cox                                                |
| 23.   | A gyermek                                       | The Hole in the Ground                     |                                           | Lee Cronin                   | Seána Kerslake, James Quinn Markey, Simone Kirby                                                                                              |
| 23.   | Aladdin                                         | Aladdin                                    | Walt Disney Studios                       | Guy Ritchie                  | Will Smith, Mena Massoud, Naomi Scott, Marwan Kenzari, Navid Negahban, Nasim Pedrad, Billy Magnussen                                          |
| 23.   | Fájdalom és dicsőség                            | Dolor y Gloria                             |                                           | Pedro Almodóvar              | Antonio Banderas, Penélope Cruz, Raúl Arévalo, Cecilia Roth, Asier Etxeandia                                                                  |
| 30.   | Hamupipőke és az elvarázsolt herceg             | Cinderella and the Secret Prince           |                                           | Lynne Southerland            | Cassandra Lee Morris, Chris Niosi, R. Martin Klein                                                                                            |
| 30.   | Éretlenségi                                     | Booksmart                                  |                                           | Olivia Wilde                 | Beanie Feldstein, Kaitlyn Dever, Billie Lourd                                                                                                 |
| 30.   | Godzilla II. – A szörnyek királya               | Godzilla: King of the Monsters             | Warner Bros. Pictures, Legendary Pictures | Michael Dougherty            | Vera Farmiga, Vatanabe Ken, Sally Hawkins, Kyle Chandler, Millie Bobby Brown, Bradley Whitford, Thomas Middleditch, Charles Dance             |
| 30.   | Mami                                            | Ma                                         | Blumhouse Productions                     | Tate Taylor                  | Octavia Spencer, Allison Janney, Luke Evans                                                                                                   |
| 30.   | Dominó                                          | Domino                                     |                                           | Brian De Palma               | Nikolaj Coster-Waldau, Carice van Houten, Guy Pearce, Nicolas Bro, Søren Malling                                                              |

### Június
| Dátum | Magyar cím                               | Eredeti cím                | Filmstúdió                    | Rendező          | Főszereplők |
| ----- | ---------------------------------------- | -------------------------- | ----------------------------- | ---------------- | --- |
| 6.    | Egy kutya négy útja                      | A Dog’s Journey            | Universal Pictures            | Gail Mancuso     | Marg Helgenberger, Betty Gilpin, Henry Lau, Kathryn Prescott, Dennis Quaid, Josh Gad                                                                                            |
| 6.    | X-Men: Sötét Főnix                       | X-Men: Dark Phoenix        | 20th Century Fox              | Simon Kinberg    | Sophie Turner, Olivia Munn, Jessica Chastain, Jennifer Lawrence, James McAvoy, Tye Sheridan, Michael Fassbender, Evan Peters, Nicholas Hoult, Alexandra Shipp, Kodi Smit-McPhee |
| 6.    | Rocketman                                | Rocketman                  | Paramount Pictures            | Dexter Fletcher  | Taron Egerton |
| 13.   | Men in Black – Sötét zsaruk a Föld körül | Men in Black International | Columbia Pictures             | F. Gary Gray     | Chris Hemsworth, Tessa Thompson, Emma Thompson, Liam Neeson, Kumail Nanjiani, Rafe Spall, Laurent Nicolas, Larry Nicolas Bourgeois, Rebecca Ferguson                            |
| 13.   | Csillagok határán                        | High Life                  |                               | Claire Denis     | Robert Pattinson, Juliette Binoche, André Benjamin |
| 20.   | Toy Story 4.                             | Toy Story 4                | Walt Disney Pictures, Pixar   | John Lasseter    | Tom Hanks, Tim Allen, Joan Cusack, Don Rickles, Wallace Shawn, Estelle Harris                                                                                                   |
| 20.   | Csekély esély                            | Long Shot                  |                               | Jonathan Levine  | Charlize Theron, Seth Rogen, June Diane Raphael |
| 20.   | Gyerekjáték                              | Child’s Play               | Orion Pictures                | Lars Klevberg    | Aubrey Plaza, Gabriel Bateman, Brian Tyree Henry, Tim Matheson |
| 27.   | Annabelle 3. – Hazatérés                 | Annabelle Comes Home       | New Line Cinema, Warner Bros. | Gary Dauberman   | McKenna Grace, Patrick Wilson, Vera Farmiga, Katie Sarife |
| 27.   | Yesterday                                | Yesterday                  |                               | Danny Boyle      | Himesh Patel, Lily James, Ana de Armas, Kate McKinnon |
| 27.   | Hercegnő Csodaországban                  | Printsessa i drakon        |                               | Marina Nefyodova | |

### Július
| Dátum | Magyar cím                      | Eredeti cím                          | Filmstúdió                                     | Rendező          | Főszereplők |
| ----- | ------------------------------- | ------------------------------------ | ---------------------------------------------- | ---------------- | --- |
| 4.    | Pókember: Idegenben             | Spider-Men: Far from Home            | Columbia Pictures, Marvel Studios              | Jon Watts        | Tom Holland, Jake Gyllenhaal, Zendaya, Marisa Tomei, Jon Favreau, Samuel L. Jackson, Cobie Smulders, J.B. Smoove, Numan Açar, Remi Hii, Jacob Batalon                                                                     |
| 4.    | A kis kedvencek titkos élete 2. | The Secret Life of Pets 2            | Illumination Entertainment, Universal Pictures | Chris Renaud     | Eric Stonestreet, Harrison Ford, Patton Oswalt, Tiffany Haddish, Nick Kroll, Pete Holmes, Kevin Hart, Jenny Slate, Ellie Kemper, Lake Bell, Hannibal Buress, Bobby Moynihan, Dana Carvey                                  |
| 4.    | Pajzán kíváncsiság              | Curiosa                              |                                                | Lou Jeunet       | Noémie Merlant, Niels Schneider, Benjamin Lavernhe, Camélia Jordana |
| 11.   | Übergáz                         | Stuber                               | 20th Century Fox                               | Michael Dowse    | Kumail Nanjiani, Dave Bautista, Karen Gillan, Betty Gilpin |
| 11.   | Szupercella 3. – Az ördögverem  | Escape Plan: The Extractors          |                                                | John Herzfeld    | Sylvester Stallone, Dave Bautista, 50 Cent, Jaime King |
| 11.   | Szerelem második látásra        | Mon Inconnue                         |                                                | Hugo Gélin       | François Civil, Joséphine Japy, Benjamin Lavernhe |
| 11.   | Együtt megyünk                  | Nous finirons ensemble               |                                                | Guillaume Canet  | François Cluzet, Marion Cotillard, Gilles Lellouche |
| 18.   | Az oroszlánkirály               | The Lion King                        | Walt Disney Pictures                           | Jon Favreau      | Donald Glover, James Earl Jones, Billy Eichner, Seth Rogen, John Oliver, Alfre Woodard, Beyoncé Knowles, Chiwetel Ejiofor, JD McCrary, Shahadi Wright Joseph, John Kani, Florence Kasumba, Eric Andre, Keegan-Michael Key |
| 18.   | Yao utazása                     | Yao                                  |                                                | Philippe Godeau  | Omar Sy, Lionel Louis Basse, Fatoumata Diawara |
| 18.   | Fehér éjszakák                  | Midsommar                            |                                                | Ari Aster        | Florence Pugh, Will Poulter, Jack Reynor |
| 18.   | Nicky Larson: Ölni vagy kölni?  | Nicky Larson et le parfum de Cupidon |                                                | Philippe Lacheau | Philippe Lacheau, Élodie Fontan, Tarek Boudali |
| 18.   | Anna                            | Anna                                 | EuropaCorp                                     | Luc Besson       | Sasha Luss, Helen Mirren, Luke Evans |
| 25.   | 25 km/h – Féktelen száguldás    | 25 km/h                              |                                                | Markus Goller    | Lars Eidinger, Bjarne Mädel, Sandra Hüller |
| 25.   | Pompon klub                     | Poms                                 |                                                | Zara Hayes       | Diane Keaton, Jacki Weaver, Celia Weston |
| 25.   | Esküvő a topon                  | Top End Wedding                      |                                                | Wayne Blair      | Gwilym Lee, Kerry Fox |

### Augusztus
| Dátum | Magyar cím                                        | Eredeti cím                            | Filmstúdió              | Rendező                                   | Főszereplők |
| ----- | ------------------------------------------------- | -------------------------------------- | ----------------------- | ----------------------------------------- | --- |
| 1.    | Halálos iramban: Hobbs & Shaw                     | Fast & Furious Presents: Hobbs & Shaw  | Universal Pictures      | David Leitch                              | Dwayne Johnson, Jason Statham, Idris Elba, Eiza González, Vanessa Kirby |
| 1.    | Norm, az északi 2 – A királyság kulcsai           | Norm of the North: Keys to the Kingdom |                         | Richard Finn, Tim Maltby                  | |
| 1.    | Velence vár                                       | Venise n’est pas en Italie             |                         | Ivan Calbérac                             | Benoît Poelvoorde, Valérie Bonneton, Helie Thonnat |
| 8.    | Vita & Virginia – Szerelmünk története            | Vita & Virginia                        |                         | Chanya Button                             | Gemma Arterton, Elizabeth Debicki, Isabella Rossellini |
| 8.    | Angry Birds 2. – A film                           | The Angry Birds Movie 2                | Sony Pictures Animation | Thurop Van Orman, John Rice               | Jason Sudeikis, Danny McBride, Josh Gad, Bill Hader, Sterling K. Brown, Awkwafina, Leslie Jones |
| 15.   | Volt egyszer egy Hollywood                        | Once Upon a Time in Hollywood          | Columbia Pictures       | Quentin Tarantino                         | Leonardo DiCaprio, Brad Pitt, Margot Robbie, Kurt Russell, Tim Roth, Michael Madsen, Timothy Olyphant, Damian Lewis, Dakota Fanning, Clifton Collins Jr., Emile Hirsch, Luke Perry, Keith Jefferson, Nicholas Hammond, Al Pacino stb. |
| 15.   | Jó srácok                                         | Good Boys                              | Universal Pictures      | Gene Stupnitsky                           | Jacob Tremblay, Molly Gordon, Lil Rel Howery |
| 22.   | A bűn királynői                                   | The Kitchen                            |                         | Andrea Berloff                            | Elisabeth Moss, Tiffany Haddish, Melissa McCarthy |
| 22.   | Családi vakáció – Irány Ibiza!                    | Ibiza                                  |                         | Arnaud Lemort                             | Christian Clavier, Khalid Samata, Mathilde Seigner, Leopold Buchsbaum |
| 22.   | Aki bújt                                          | Ready or Not                           |                         | Matt Bettinelli-Olpin, Tyler Gillett      | Samara Weaving, Andie MacDowell, Mark O’Brien, Adam Brody |
| 22.   | Beépített Cicó                                    | Marnies Welt                           |                         | Christoph Lauenstein, Wolfgang Lauenstein | |
| 22.   | Mancs őrjárat                                     | Paw Patrol: Mighty Pups                |                         |                                           | |
| 29.   | Támadás a Fehér Ház ellen 3. – A védangyal bukása | Angel Has Fallen                       |                         | Ric Roman Waugh                           | Gerard Butler, Piper Perabo, Morgan Freeman |
| 29.   | Raoul Taburin                                     | Raoul Taburin a un secret              |                         | Pierre Godeau                             | Benoît Poelvoorde, Edouard Baer, Suzanne Clément |
| 29.   | Újrakezdők                                        | Happy Ending                           |                         | Hella Joof                                | Kurt Ravn, Birthe Neumann |

### Szeptember
| Dátum | Magyar cím                         | Eredeti cím          | Filmstúdió                    | Rendező              | Főszereplők |
| ----- | ---------------------------------- | -------------------- | ----------------------------- | -------------------- | --- |
| 5.    | Az – Második fejezet               | It: Chapter Two      | New Line Cinema               | Andrés Muschietti    | Bill Skarsgård, Jessica Chastain, James McAvoy, Bill Hader, Sophia Lillis, Jack Dylan Grazer, Finn Wolfhard, stb. |
| 5.    | Apokalipszis most (újra bemutatás) | Apocalypse Now       |                               | Francis Ford Coppola | Martin Sheen, Marlon Brando, Robert Duvall, Laurence Fishburne, Sam Bottoms, Frederic Forrest, Albert Hall, Harrison Ford, Dennis Hopper                                                                                      |
| 12.   | Downton Abbey                      | Downton Abbey        |                               | Michael Engler       | Matthew Goode, Tuppence Middleton, Maggie Smith, Michelle Dockery, Elizabeth McGovern, Allen Leech, Raquel Cassidy, Joanne Froggatt, Laura Carmichael, Robert James-Collier, Sophie McShera, Imelda Staunton, Hugh Bonneville |
| 12.   | Kópé                               | Trouble              |                               | Kevin Johnson        | |
| 12.   | 100 dolog                          | 100 Dinge            |                               | Florian David Fitz   | Florian David Fitz, Matthias Schweighöfer, Miriam Stein |
| 19.   | Rambo V. – Utolsó vér              | Rambo V: Last Blood  | Lionsgate, Millennium Films   | Adrian Grunberg      | Sylvester Stallone, Paz Vega, Joaquín Cosio |
| 19.   | Az Aranypinty                      | The Goldfinch        | Warner Bros.                  | John Crowley         | Nicole Kidman, Sarah Paulson, Finn Wolfhard, Luke Wilson, Jeffrey Wright, Ashleigh Cummings |
| 19.   | Ad Astra – Út a csillagokba        | Ad Astra             | 20th Century Fox, New Regency | James Gray           | Brad Pitt, Tommy Lee Jones, Ruth Negga, Jamie Kennedy, Donald Sutherland |
| 19.   | Folyékony arany                    | –                    |                               | Almási Tamás         | |
| 26.   | Akik maradtak                      | –                    |                               | Tóth Barnabás        | Hajduk Károly, Szőke Abigél, Nagy Mari |
| 26.   | A Wall Street pillangói            | Hustlers             |                               | Lorene Scafaria      | Constance Wu, Jennifer Lopez, Julia Stiles |
| 26.   | Playmobil: A film                  | Playmobil: The Movie |                               | Lino DiSalvo         | Anya Taylor-Joy, Daniel Radcliffe, Jim Gaffigan, Adam Lambert, Gabriel Bateman |
| 26.   | Isten kegyelméből                  | Grâce à Dieu         |                               | François Ozon        | Melvil Poupaud, Denis Ménochet, Swann Arlaud |
| 26.   | A rendszer                         | El reino             |                               | Rodrigo Sorogoyen    | Antonio de la Torre, Mónica López, Josep Maria Pou |

### Október
| Dátum | Magyar cím                                          | Eredeti cím                   | Filmstúdió           | Rendező                         | Főszereplők |
| ----- | --------------------------------------------------- | ----------------------------- | -------------------- | ------------------------------- | --- |
| 3.    | Joker                                               | Joker                         | Warner Bros.         | Todd Phillips                   | Joaquin Phoenix, Zazie Beetz, Robert De Niro, Frances Conroy                                                                                             |
| 3.    | Mi újság, Kuflik?                                   | –                             |                      | Jurik Kristóf, M. Tóth Géza     | |
| 10.   | Gemini Man                                          | Gemini Man                    |                      | Ang Lee                         | Will Smith, Clive Owen, Mary Elizabeth Winstead, Benedict Wong                                                                                           |
| 10.   | Prédák                                              | Haunt                         |                      | Scott Beck, Bryan Woods         | Katie Stevens, Will Brittain, Lauryn Alisa McClain, Andrew Caldwell, Shazi Raja                                                                          |
| 10.   | Pavarotti                                           | Pavarotti                     |                      | Ron Howard                      | Luciano Pavarotti |
| 10.   | FOMO – Megosztod, és uralkodsz                      | –                             |                      | Hartung Attila                  | Yorgosz Goletsas, Panna László, Bouquet Gergely |
| 10.   | Az arany kesztyű                                    | Der goldene Handschuh         |                      | Fatih Akın                      | Jonas Dassler, Margarete Tiesel, Adam Bousdoukos, Marc Hosemann, Katja Studt, Martina Eitner-Acheampong, Hark Bohm, Victoria Trauttmansdorff             |
| 17.   | Demóna: A sötétség úrnője                           | Maleficent: Mistress of Evil  | Walt Disney Pictures | Joachim Rønning                 | Angelina Jolie, Elle Fanning, Ed Skrein, Michelle Pfeiffer, Chiwetel Ejiofor, Harris Dickinson, Sam Riley, Imelda Staunton, Juno Temple, Lesley Manville |
| 17.   | Zombieland 2. – A második lövés                     | Zombieland: Double Tap        | Columbia Pictures    | Ruben Fleischer                 | Woody Harrelson, Jesse Eisenberg, Emma Stone, Abigail Breslin, Zoey Deutch, Rosario Dawson, Luke Wilson                                                  |
| 17.   | Álomnagyi                                           | C’est quoi cette mamie?!      |                      | Gabriel Julien-Laferrière       | Chantal Ladesou, Julie Gayet, Thierry Neuvic |
| 17.   | A lelőhely                                          | Prospect                      |                      | Zeek Earl, Christopher Caldwell | Sophie Thatcher, Pedro Pascal, Jay Duplass, Andre Royo, Sheila Vand, Anwan Glover                                                                        |
| 24.   | Jetikölyök                                          | Abominable                    | Universal Pictures   | Jill Culton, Todd Wilderman     | Albert Tsai, Chloe Bennet, Tenzing Norgay Trainor |
| 24.   | Szörnyen boldog Halloween                           | Dia de Muertos                |                      | Carlos Gutiérrez Medrano        | |
| 24.   | Ebgondolat                                          | The Art of Racing in the Rain |                      | Simon Curtis                    | Kevin Costner, Amanda Seyfried, Milo Ventimiglia |
| 24.   | Halálod appja                                       | Countdown                     |                      | Justin Dec                      | Elizabeth Lail, Charlie McDermott, Anne Winters |
| 24.   | Lázadók                                             | Rebelles                      |                      | Allan Mauduit                   | Cécile de France, Yolande Moreau, Audrey Lamy |
| 24.   | Az angyal                                           | El Ángel                      |                      | Luis Ortega                     | Lorenzo Ferro, Cecilia Roth, Luis Gnecco |
| 24.   | Terminátor 2. – Az ítélet napja (újra bemutatás)    | Terminator 2: Judgment Day    | Amblin Entertainment | James Cameron                   | Arnold Schwarzenegger, Linda Hamilton, Edward Furlong, Robert Patrick, Xander Berkeley                                                                   |
| 31.   | Terminátor: Sötét végzet                            | Terminator: Dark Fate         | 20th Century Fox     | Tim Miller                      | Arnold Schwarzenegger, Mackenzie Davis, Linda Hamilton, Natalia Reyes, Brett Azar                                                                        |
| 31.   | Addams Family – A galád család                      | The Addams Family             | Metro-Goldwyn-Mayer  | Greg Tiernan, Conrad Vernon     | Chloë Grace Moretz, Charlize Theron, Finn Wolfhard, Allison Janney, Oscar Isaac, Nick Kroll, Bette Midler                                                |
| 31.   | Drakulics elvtárs                                   | –                             |                      | Bodzsár Márk                    | Walters Lili, Nagy Ervin, Nagy Zsolt |
| 31.   | Clara – Egy tündéri kaland                          | Clara                         |                      | Oleksandr Klymenko              | |
| 31.   | Lótolvajok                                          | Ut og stjæle hester           |                      | Hans Petter Moland              | Stellan Skarsgård, Tobias Santelmann, Jon Ranes, Bjørn Floberg, Danica Curcic, Sjur Vatne Brean, Gard B. Eidsvold, Pål Sverre Hagen                      |
| 31.   | A legfehérebb nap                                   | Hvítur, Hvítur Dagur          |                      | Hlynur Palmason                 | Ingvar Sigurdsson, Ída Mekkín Hlynsdóttir, Hilmir Snær Guðnason                                                                                          |
| 31.   | Aretha Franklin: Amazing Grace – A szeretet hangján | Amazing Grace                 | Warner Bros.         | Alan Elliott, Sydney Pollack    | Aretha Franklin, C.L. Franklin, James Cleveland |
| 31.   | Monos                                               | Monos                         |                      | Alejandro Landes                | Julian Giraldo, Karen Quintero, Laura Castrillón, Sofia Buenaventura                                                                                     |

### November
| Dátum | Magyar cím                  | Eredeti cím                         | Filmstúdió            | Rendező                  | Főszereplők |
| ----- | --------------------------- | ----------------------------------- | --------------------- | ------------------------ | --- |
| 7.    | Álom doktor                 | Doctor Sleep                        | Warner Bros.          | Mike Flanagan            | Rebecca Ferguson, Ewan McGregor, Jacob Tremblay |
| 7.    | Midway                      | Midway                              | Lionsgate             | Roland Emmerich          | Ed Skrein, Patrick Wilson, Luke Evans, Aaron Eckhart, Nick Jonas, Mandy Moore, Dennis Quaid, Woody Harrelson                                                    |
| 7.    | Múlt karácsony              | Last Christmas                      | Universal Pictures    | Paul Feig                | Emilia Clarke, Henry Golding, Emma Thompson |
| 7.    | Terra Willy                 | Terra Willy: Planète inconnue       |                       | Eric Tosti               | |
| 7.    | Kontroll nélkül             | Systemsprenger                      |                       | Nora Fingscheidt         | Helena Zengel, Albrecht Schuch, Gabriela Maria Schmeide |
| 7.    | Szerelemre kattintva        | Celle que vous croyez               |                       | Safy Nebbou              | Juliette Binoche, Nicole Garcia, François Civil |
| 14.   | Az aszfalt királyai         | Le Mans ’66 / Ford v. Ferrari       | 20th Century Fox      | James Mangold            | Christian Bale, Matt Damon, Jon Bernthal |
| 14.   | Árva Brooklyn               | Motherless Brooklyn                 | Warner Bros. Pictures | Edward Norton            | Bruce Willis, Edward Norton, Michael Kenneth Williams, Alec Baldwin, Willem Dafoe, Gugu Mbatha-Raw, Bobby Cannavale, Leslie Mann, Cherry Jones                  |
| 14.   | Amundsen                    | Amundsen                            |                       | Espen Sandberg           | Katherine Waterston, Pål Sverre Hagen, Fridtjov Såheim, Mads Sjøgård Pettersen, Jonas Strand Gravli, Christian Rubeck, Ole Christoffer Ertvaag                  |
| 14.   | Szép csendben               | –                                   |                       | Nagy Zoltán              | Major Erik, Bognár Lulu, Máté Gábor, Antóci Dorottya |
| 14.   | Időtlen szerelem            | Un’avventura                        |                       | Marco Danieli            | Michele Riondino, Laura Chiatti, Valeria Bilello |
| 14.   | Ragadozók                   | La paranza dei bambini              |                       | Claudio Giovannesi       | Francesco Di Napoli, Viviana Aprea, Mattia Piano Del Balzo |
| 21.   | Jégvarázs 2.                | Frozen II                           | Walt Disney Studios   | Chris Buck, Jennifer Lee | Kristen Bell, Idina Menzel, Jonathan Groff, Josh Gad, Evan Rachel Wood, Sterling K. Brown                                                                       |
| 21.   | Az ír                       | The Irishman                        |                       | Martin Scorsese          | Robert De Niro, Al Pacino, Joe Pesci, Jesse Plemons, Anna Paquin                                                                                                |
| 21.   | Tudsz titkot tartani?       | Can You Keep a Secret?              |                       | Elise Duran              | Alexandra Daddario, Tyler Hoechlin, Kimiko Glenn |
| 21.   | Nászszezon                  | The Wedding Year                    |                       | Robert Luketic           | Sarah Hyland, Tyler James Williams, Jenna Dewan, Anna Camp, Keith David, Wanda Sykes                                                                            |
| 21.   | Valan – Az angyalok völgye  | –                                   |                       | Bagota Béla              | Krisztik Csaba, Hatházi András, Tollas Gábor |
| 21.   | Tejháború                   | Mjölk: La Guerre du Lait            |                       | Grímur Hákonarson        | Arndís Hrönn Egilsdóttir, Sveinn Ólafur Gunnarsson, Sigurður Sigurjónsson, Hinrik Ólafsson, Hannes Óli Ágústsson, Edda Björg Eyjólfsdóttir                      |
| 28.   | Charlie angyalai            | Charlie’s Angels                    | Columbia Pictures     | Elizabeth Banks          | Kristen Stewart, Naomi Scott, Ella Balinska, Patrick Stewart, Elizabeth Banks, Luis Gerardo Mendez, Jonathan Tucker, Djimon Hounsou, Sam Claflin                |
| 28.   | Tőrbe ejtve                 | Knives Out                          |                       | Rian Johnson             | Chris Evans, Ana de Armas, Katherine Langford, Daniel Craig, Michael Shannon, Jamie Lee Curtis, Toni Collette, Jaeden Martell, Christopher Plummer, Don Johnson |
| 28.   | Házassági történet          | Marriage Story                      | Netflix               | Noah Baumbach            | Scarlett Johansson, Adam Driver |
| 28.   | Lidérces mesék éjszakája    | Scary Stories to Tell in the Dark   |                       | André Øvredal            | Zoe Margaret Colletti, Michael Garza, Gabriel Rush |
| 28.   | Dinó király: Út a Tűzhegyre | Dino King: Journey to Fire Mountain |                       | Han Sang-Ho              | Hee-soon Park, Erin Connor, Nate Gothard |
| 28.   | Déva                        | –                                   |                       | Szőcs Petra              | Komán Boglárka, Mohamed Fatma, Nagy Csengelle |

### December
| Dátum | Magyar cím                          | Eredeti cím                          | Filmstúdió                         | Rendező                                          | Főszereplők |
| ----- | ----------------------------------- | ------------------------------------ | ---------------------------------- | ------------------------------------------------ | --- |
| 5.    | Léghajósok                          | The Aeronauts                        |                                    | Tom Harper                                       | Felicity Jones, Eddie Redmayne, Himesh Patel |
| 5.    | Pamacs, a Mikulás kis rénszarvasa   | Elliot, the Littlest Raindeer        |                                    | Jennifer Westcott                                | |
| 5.    | Seveled                             | –                                    |                                    | Orosz Dénes                                      | Mészáros Béla, Tenki Réka, Básti Juli, Mészáros Máté, Rezes Judit |
| 5.    | Élősködők                           | Gisaengchung                         |                                    | Joon-ho Bong                                     | Kang-ho Song, Sun-kyun Lee, Yeo-jeong Jo |
| 12.   | Fekete karácsony                    | Black Christmas                      | Blumhouse Productions              | Sophia Takal                                     | Cary Elwes, Imogen Poots, Brittany O’Grady, Aleyse Shannon, Lily Donoghue |
| 12.   | Jumanji – A következő szint         | Jumanji: The Next Level              | Sony Pictures                      | Jake Kasdan                                      | Dwayne Johnson, Kevin Hart, Jack Black, Karen Gillan |
| 12.   | A két pápa                          | The Two Popes                        | Netflix                            | Fernando Meirelles                               | Jonathan Pryce, Anthony Hopkins |
| 19.   | Star Wars IX. rész – Skywalker kora | Star Wars: The Rise of Skywalker     | Walt Disney Pictures, Lucasfilm    | J. J. Abrams                                     | Daisy Ridley, John Boyega, Oscar Isaac, Adam Driver, Billy Dee Williams, Lupita Nyong’o, Domhnall Gleeson, Kelly Marie Tran, Joonas Suotamo, Billie Lourd, Keri Russell, Naomi Ackie, Richard E. Grant, Mark Hamill, Anthony Daniels, Carrie Fisher, Ian McDiarmid |
| 19.   | Macskák                             | Cats                                 | Universal Pictures                 | Tom Hooper                                       | Taylor Swift, Jennifer Hudson, James Corden, Ian McKellen, Idris Elba, Laurie Davidson, Mette Towley, Judi Dench |
| 19.   | Latte és a titokzatos varázskő      | Latte & the Magic Waterstone         |                                    | Paulette Victor-Lifton, Regina Welker, Nina Wels | |
| 19.   | Shaun, a bárány és a farmonkívüli   | A Shaun the Sheep Movie: Farmageddon |                                    | Will Becher, Richard Phelan                      | |
| 19.   | Családi karácsony                   | Den tid på året                      |                                    | Paprika Steen                                    | Paprika Steen, Jacob Lohmann, Fanny Bornedal, Sofie Gråbøl, Patricia Schumann, Karen-Lise Mynster, Maximus Dalhoff Christiansen |
| 26.   | Kisasszonyok                        | Little Women                         | Columbia Pictures                  | Greta Gerwig                                     | Saoirse Ronan, Florence Pugh, Timothée Chalamet, Emma Watson, Meryl Streep, Laura Dern, Eliza Scanlen |
| 26.   | Kémesítve                           | Spies in Disguise                    | 20th Century Fox, Blue Sky Studios | Nick Bruno, Troy Quane                           | Will Smith, Tom Holland |
| 26.   | Különleges életek                   | Hors normes                          |                                    | Olivier Nakache, Éric Toledano                   | Vincent Cassel, Reda Kateb, Hélène Vincent |
| 26.   | Jay és Néma Bob Reboot              | Jay and Silent Bob Reboot            |                                    | Kevin Smith                                      | Kevin Smith, Jason Mewes |
| 26.   | 21 híd                              | 21 Bridges                           |                                    | Brian Kirk                                       | Chadwick Boseman |
| 26.   | Portré a lángoló fiatal lányról     | Portrait de la jeune fille en feu    |                                    | Céline Sciamma                                   | Noémie Merlant, Adèle Haenel, Luàna Bajrami |

## Moziban nem játszott filmek
| Év   | Magyar cím Eredeti cím                                            | Főszereplők                                                                                               | Műfaj                   |
| ---- | ----------------------------------------------------------------- | --- | ----------------------- |
| 2019 | Homályba veszve (Abduction)                                       | Scott Adkins, Andy On, Truong Ngoc Anh, Paul W. He                                                        | akció, horror           |
| 2019 | Közvetlen célpont (Point Blank)                                   | Anthony Mackie, Frank Grillo, Christian Cooke, Marcia Gay Harden, Buster Reeves, Stuart F. Wilson         | akció, thriller         |
| 2019 | Mi kell a férfinak? (What Men Want)                               | Taraji P. Henson, Tracy Morgan, Kellan Lutz, Max Greenfield, Aldis Hodge, Josh Brener                     | vígjáték, romantikus    |
| 2018 | A kidobó (The Bouncer)                                            | Jean-Claude Van Damme, Sveva Alviti, Sami Bouajila, Sam Louwyck, Kaaris                                   | akció, thriller         |
| 2018 | Kickboxer: Megtorlás (Kickboxer: Retaliation)                     | Alain Moussi, Jean-Claude Van Damme, Hafþór Júlíus Björnsson, Mike Tyson, Christopher Lambert, Ronaldinho | akció, dráma            |
| 2018 | Terror az űrben (Incoming)                                        | Scott Adkins, Aaron McCusker, Michelle Lehane, Lukas Loughran                                             | akció, sci-fi           |
| 2018 | Virítsd a lóvét! (The Debt Collector)                             | Scott Adkins, Louis Mandylor, Vladimir Kulich, Tony Todd                                                  | akció, vígjáték         |
| 2018 | Gyilkos nemzedék (Assassination Nation)                           | Odessa Young, Suki Waterhouse, Bill Skarsgård, Bella Thorne, Cody Christian, Joel McHale                  | akció, vígjáték         |
| 2018 | Véres kampusz (The Row)                                           | Lala Kent, Randy Couture, Natali Yura, Shea Buckner, Mia Rose Frampton, Malea Rose                        | horror, thriller        |
| 2018 | Hannah Grace holtteste (The Possession of Hannah Grace)           | Shay Mitchell, Grey Damon, Kirby Johnson, Nick Thune, Louis Herthum                                       | horror, thriller        |
| 2018 | A bosszú szövetsége (Acts of Violence)                            | Bruce Willis, Cole Hauser, Shawn Ashmore, Ashton Holmes, Melissa Bolona                                   | akció, bűnügyi          |
| 2018 | Megtorlás (Reprisal)                                              | Bruce Willis, Frank Grillo, Olivia Culpo, Johnathon Schaech, Natali Yura                                  | akció, bűnügyi          |
| 2018 | Zoe (Zoe)                                                         | Ewan McGregor, Léa Seydoux, Theo James, Rashida Jones, Christina Aguilera                                 | romantikus, sci-fi      |
| 2018 | Esti iskola (Night School)                                        | Kevin Hart, Tiffany Haddish, Rob Riggle, Romany Malco, Taran Killam, Fat Joe                              | vígjáték                |
| 2018 | Elkopott értékek (Attrition)                                      | Steven Seagal, Rudy Youngblood, Vithaya Pansringarm, Siu-Wong Fan                                         | akció                   |
| 2018 | A főparancsnok (General Commander)                                | Steven Seagal, Ron Smoorenburg, Megan Brown, Sonia Couling, Soraya Torrens                                | akció                   |
| 2018 | Upgrade – Javított verzió (Upgrade)                               | Logan Marshall-Green, Betty Gabriel, Harrison Gilbertson, Melanie Vallejo, Linda Cropper                  | ackió, sci-fi, thriller |
| 2018 | Hotel Artemis – A bűn szállodája (Hotel Artemis)                  | Jodie Foster, Sofia Boutella, Sterling K. Brown Dave Bautista, Jeff Goldblum, Charlie Day                 | ackió, sci-fi, thriller |
| 2018 | Végeredmény (Final Score)                                         | Dave Bautista, Pierce Brosnan, Ray Stevenson, Aaron McCusker, Martyn Ford                                 | ackió, thriller         |
| 2018 | Ne nézz a tükörbe! (Looking Glass)                                | Nicolas Cage, Robin Tunney, Marc Blucas, Ernie Lively                                                     | misztikus, thriller     |
| 2018 | Az otthon melege (Welcome Home)                                   | Emily Ratajkowski, Aaron Paul Riccardo Scamarcio, Katy Louise Saunders                                    | thriller, dráma         |
| 2017 | Bevadulva (Savage Dog)                                            | Scott Adkins, Marko Zaror, Vladimir Kulich, Cung Le                                                       | akció, dráma            |
| 2017 | A biztonsági őr (Security)                                        | Antonio Banderas, Gabriella Wright, Ben Kingsley, Cung Le                                                 | akció, thriller         |
| 2017 | Halálosztag (Dead Trigger)                                        | Dolph Lundgren, Autumn Reeser, Romeo Miller Isaiah Washington, Brandon Beemer                             | akció, horror, sci-fi   |
| 2017 | Végzetes vágyakozás (Inconceivable)                               | Gina Gershon, Nicky Whelan, Nicolas Cage Natalie Eva Marie, Faye Dunaway                                  | dráma, thriller         |
| 2017 | Köszönjük, hogy a hazáját szolgálta! (Thank You for Your Service) | Miles Teller, Beulah Koale, Joe Cole Scott Haze, Amy Schumer                                              | Dráma, háborús          |
| 2017 | Salinger (Rebel in the Rye)                                       | Nicholas Hoult, Kevin Spacey, Victor Garber Hope Davis, Zoey Deutch, Sarah Paulson                        | dráma, romantikus       |
| 2017 | Lopakodók: Az utolsó bevetés (Sniper: Ultimate Kill)              | Chad Michael Collins, Danay Garcia Billy Zane, Tom Berenger                                               | akció, dráma, thriller  |
| 2017 | Kihasználva (Crash Pad)                                           | Domhnall Gleeson, Christina Applegate Thomas Haden Church, Nina Dobrev                                    | vígjáték                |
| 2016 | Mielőtt felébredek (Before I Wake)                                | Kate Bosworth , Thomas Jane Jacob Tremblay, Annabeth Gish                                                 | Horror, fantasy         |
| 2016 | Fosztogatók (Marauders)                                           | Bruce Willis, Dave Bautista Adrian Grenier, Texas Battle, Christopher Meloni                              | akció, thriller         |
| 2014 | Fedőneve: Sólyom (Falcon Rising)                                  | Michael Jai White, Neal McDonough Jimmy Navarro, Laila Ali, Lateef Crowder                                | akció, kaland           |
| 2012 | Bizánc (Byzantium)                                                | Saoirse Ronan, Gemma Arterton Sam Riley, Barry Cassin, Gabriela Marcinková                                | horror, fantasy         |
| 2011 | Pokoli albérlet (The Resident)                                    | Hilary Swank, Jeffrey Dean Morgan Lee Pace, Aunjanue Ellis, Christopher Lee                               | thriller                |
| 2011 | Különleges alakulatok (Special Forces)                            | Diane Kruger, Djimon Hounsou Tchéky Karyo, Benoît Magimel, Raphaël Personnaz                              | akció, háborús          |

## Díjak, fesztiválok
- 91. Oscar-gála

legjobb film: Zöld könyv – Útmutató az élethez
legjobb idegen nyelvű film: Roma
legjobb rendező: Alfonso Cuarón – Roma
legjobb női főszereplő: Olivia Colman – A kedvenc
legjobb férfi főszereplő: Rami Malek – Bohém rapszódia
legjobb női mellékszereplő: Regina King –  If Beale Street Could Talk
legjobb férfi mellékszereplő: Mahershala Ali – Zöld könyv – Útmutató az élethez
- 76. Golden Globe-gála

legjobb drámai film: Bohém rapszódia
legjobb komédia vagy musical: Zöld könyv – Útmutató az élethez
legjobb idegen nyelvű film: Roma
legjobb rendező: Alfonso Cuarón – Roma
legjobb színésznő (dráma): Glenn Close – A férfi mögött
legjobb férfi színész (dráma): Rami Malek – Bohém rapszódia
legjobb színésznő (komédia vagy musical): Olivia Colman – A kedvenc
legjobb férfi színész (komédia vagy musical): Christian Bale – Alelnök
- 32. Európai Filmdíj-gála

legjobb film: A kedvenc
legjobb filmvígjáték: A kedvenc
legjobb rendező: Jórgosz Lánthimosz
legjobb színésznő: Olivia Colman
legjobb színész: Antonio Banderas
közönségdíj:
- 44. César-gála

legjobb film: Láthatás
legjobb külföldi film: Bolti tolvajok
legjobb rendező: Jacques Audiard – Testvérlövészek
legjobb színész: Alex Lutz – Guy
legjobb színésznő: Léa Drucker – Láthatás
- 72. BAFTA-gála

legjobb film: Három óriásplakát Ebbing határában
legjobb nem angol nyelvű film: A szobalány
legjobb brit film: Három óriásplakát Ebbing határában
legjobb rendező: Guillermo del Toro – A víz érintése
legjobb női főszereplő: Frances McDormand – Három óriásplakát Ebbing határában
legjobb férfi főszereplő: Gary Oldman – A legsötétebb óra
- 39. Arany Málna-gála

legrosszabb film: Holmes és Watson
legrosszabb remake: Holmes és Watson
legrosszabb rendező: Etan Cohen – Holmes és Watson
legrosszabb női főszereplő: Melissa McCarthy – Haláli bábjáték és A partiállat
legrosszabb férfi főszereplő: Donald J. Trump – Death of a Nation és Fahrenheit 11/9
- 4. Magyar Filmdíj-gála

Legjobb játékfilm: Rossz versek
Legjobb tévéfilm: Trezor
Legjobb rendező: Reisz Gábor
Legjobb forgatókönyvíró: Szilágyi Zsófia, Mán-Várhegyi Réka
Legjobb női főszereplő: Szamosi Zsófia
Legjobb férfi főszereplő: Hegedűs D. Géza
Közönségdíj: BÚÉK
- 72. Cannes-i Fesztivál

Arany Pálma: Kiszengcshung (Gisaengchung) (Élősködők) – rendező: Pong Dzsunho (봉준호, Bong Joon-ho)
nagydíj: Atlantique – rendező: Mati Diop
a zsűri díja  (megosztva): Bacurau – rendező: Kleber Mendonça Filho és Juliano Dornelles
Les misérables – rendező: Ladj Ly
legjobb rendezés díja: Le jeune Ahmed – rendező: Jean-Pierre és Luc Dardenne
legjobb női alakítás díja: Emily Beecham – Little Joe
legjobb férfi alakítás díja: Antonio Banderas – Dolor y gloria (Fájdalom és dicsőség)
legjobb forgatókönyv díja: Portrait de la jeune fille en feu – forgatókönyvíró: Céline Sciamma

## Halálozások
- január 1. – Ivo Gregurević horvát színész
- január 2. – Bob Einstein amerikai színész, filmrendező
- január 2. – Marko Nikolić szerb színész
- január 2. – Darius Perkins ausztrál színész
- január 3. – John Falsey amerikai televíziós forgatókönyvíró, producer
- január 4. – Ivan Szergejevics Bortnyik orosz színész
- január 4. – Louisa Moritz kubai-amerikai színésznő
- január 4. – Norman Snider kanadai forgatókönyvíró
- január 6. – Jo Andres amerikai koreográfus, filmkészítő
- január 6. – W. Morgan Sheppard brit színész
- január 6. – Gregg Rudloff amerikai hangmérnök
- január 9. – Verna Bloom amerikai színésznő
- január 9. – Ildikó Jarcsek-Zamfirescu román színésznő
- január 9. – Paul Koslo németországi születésű kanadai színész
- január 9. – Paolo Paoloni olasz színész
- január 11. – Fernando Luján mexikói színész
- január 12. – Icsihara Ecuko japán színész
- január 12. – Kovács Gyula színművész
- január 15. – Carol Channing amerikai színésznő
- január 15. – Mónica Galán argentin színésznő
- január 15. – Miodrag Radovanović szerb színész
- január 15. – Thelma Tixou mexikói színésznő
- január 17. – Windsor Davies walesi színész
- január 17. – Daniel C. Striepeke amerikai sminkmester
- január 19. – Muriel Pavlow angol színésznő
- január 19. – Daniel C. Striepeke amerikai sminkmester
- január 20. – François Perrot francia színész
- január 20. – Vajna András magyar-amerikai filmproducer, üzletember, kormánybiztos
- január 21. – Kaye Ballard amerikai színésznő
- január 22. – James Frawley amerikai televíziós filmrendező, színész
- január 23. – Ayşen Gruda török színésznő
- január 23. – Jonas Mekas litván-amerikai dokumentumfilm-rendező
- január 23. (k. n.) – Uri István színész, szinkronszínész
- január 25. – Dušan Makavejev szerb rendező, forgatókönyvíró
- január 26. – Michel Legrand francia zeneszerző
- január 26. – Luděk Munzar cseh színész
- január 26. – Patrick Bricard francia színész
- január 26. (k. n.) – Fakan Balázs dramaturg, forgatókönyvíró
- január 29. – Fernando Gaitán kolumbiai televíziós forgatókönyvíró
- január 30. – Dick Miller amerikai színész
- február 16. – Bruno Ganz, svájci színész
- február 20. – Kautzky József, Jászai Mari-díjas magyar színész
- március 4. – Luke Perry, amerikai színész
- március 19. – Marlen Hucijev grúziai születésű oroszországi filmrendező, forgatókönyvíró (*1925)
- március 29. – Agnès Varda francia filmrendező (*1928)
- március 29. – Shane Rimmer kanadai születésű brit színész
- március 30. – Tania Mallet angol modell, színésznő
- március 30. – Paloma Cela spanyol színésznő, modell
- április 2. – Végh Ferenc színész
- április 2. – Andrzej Trzos-Rastawiecki lengyel filmrendező
- április 3. – Josip Zovko horvát színész
- április 3. – Alekszej Buldakov szovjet-orosz színész
- április 4. – Roberta Haynes amerikai színésznő
- április 4. – Georgij Danyelija szovjet-grúz filmrendező
- április 5. – Lasse Pöysti finn színész, rendező, író
- április 6. – Nadja Regin szerb színésznő
- április 7. – Seymour Cassel amerikai színész
- április 8. – Anzac Wallace új-zélandi színész
- április 10. – Gennagyij Frolov szovjet-orosz színész
- április 12. – Georgia Engel amerikai színésznő
- április 12. – John McEnery	angol színész
- április 14. – Bibi Andersson, svéd színésznő
- április 16. – Bács Ferenc, Kossuth-díjas magyar színművész
- április 21. – Ken Kercheval, amerikai színész
- április 21. – Hannelore Elsner német színésznő
- április 24. – Jaroslav Kepka cseh színész
- április 26. – Elina Bisztrickaja szovjet-orosz színésznő
- április 26. – Ellen Schwiers német színésznő
- április 30. – Peter Mayhew, angol színész
- április 30. – Anémone César-díjas francia színésznő
- május 1. – Alessandra Panaro olasz színésznő
- május 5. – Barbara Perry amerikai színésznő
- május 6. – Kip Niven amerikai színész
- május 7. – Václav Postránecký cseh színész
- május 9. – Allene Roberts amerikai színésznő
- május 11. – Peggy Lipton amerikai színésznő (*1946)
- május 11. – Jean-Claude Brisseau francia filmrendező
- május 12. – Vass Éva, kétszeres Jászai Mari-díjas magyar színésznő
- május 13. – Doris Day, Grammy-díjas amerikai színésznő, énekesnő
- május 14. – Tim Conway amerikai színész, komikus
- május 15. – Mihajlo Janketić jugoszláv-szerb színész
- május 20. – Andrew Hall angol színész
- május 23. – Udvardy Anna Oscar-díjas filmproducer
- május 26. – Stephen Thorne brit színész
- május 28. – Carmine Caridi amerikai színész
- május 29. – Peggy Stewart amerikai színésznő
- június 2. – Alistair Browning új-zélandi színész
- június 3. – Paul Darrow angol színész
- június 8. – Renée Le Calm francia színésznő
- június 10. – Valeria Valeri olasz színésznő
- június 12. – Elfriede Ott osztrák színésznő, énekesnő
- június 12. – Sylvia Miles amerikai színésznő
- június 13. – Edith González mexikói színésznő
- június 14. – Maurice Bénichou francia színész
- június 15. – Franco Zeffirelli olasz filmrendező, forgatókönyvíró
- június 19. – Peter Allan Fields amerikai forgatókönyvíró
- június 19. – Horváth Ádám Kossuth-díjas tévérendező, egyetemi tanár
- június 21. – William Simons walesi színész
- június 21. – Susan Bernard amerikai színésznő, modell
- június 23. – Stephanie Niznik amerikai színésznő
- június 23. – Andrej Haritonov szovjet-orosz színész
- június 24. – Billy Drago amerikai színész
- június 24. – Chevi Colton amerikai színésznő
- június 25. – Isabel Sarli argentin színésznő, modell, Miss Argentína
- június 25. – Bryan Marshall angol színész
- június 25. – Bruno de Keyzer francia operatőr
- június 26. – Max Wright amerikai színész
- június 26. – Loredana Simioli olasz színésznő
- június 26. – Édith Scob francia színésznő
- június 28. – Lisa Martinek német színésznő
- június 28. – Paul Benjamin amerikai színész
- június 29. – Jesper Langberg dán színész
- június 29. – Cson Miszon dél-koreai színésznő
- június 30. – Glyn Houston walesi színész
- július 1. – María Idalia mexikói színésznő
- július 2. – Lis Verhoeven német színésznő, színházi rendező
- július 2. – José Luis Merino spanyol filmrendező, forgatókönyvíró
- július 2. – Robert E. Bradford amerikai film- és televíziós producer
- július 3. – Arte Johnson amerikai színész
- július 3. – Pol Cruchten luxemburgi filmrendező
- július 4. – Pierre Lhomme francia operatőr
- július 4. – György János színész
- július 4. – Arturo Fernández spanyol színész
- július 4. – Eduardo Fajardo spanyol színész
- július 6. – Eddie Jones amerikai színész
- július 6. – Cameron Boyce amerikai színész
- július 7. – Artur Brauner lengyel származású német filmproducer
- július 9. – Rip Torn amerikai színész
- július 9. – Freddie Jones angol színész
- július 10. – Denise Nickerson amerikai színésznő
- július 10. – Valentina Cortese olasz színésznő
- július 10. – Constantin Anatol román színész, rendező
- július 13. – Jablonkay Mária színésznő
- július 13. – Richard Carter ausztrál színész
- július 14. – Rony Bridges skót színész
- július 15. – Karl Shiels ír színész
- július 16. – Barry Coe amerikai színész
- július 18. – David Hedison amerikai színész
- július 19. – Jeremy Kemp angol színész
- július 19. – Alena Karešová cseh színésznő, egyetemi tanár
- július 19. – Rutger Hauer holland színész
- július 20. – Ilaria Occhini olasz színésznő
- július 23. – Jan Řeřicha cseh színész, igazgató
- július 23. – Nika McGuigan ír színésznő
- július 23. – Gabe Khouth kanadai színész
- július 23. – Danny Keogh ugandai születésű dél-afrikai színész
- július 26. – Russi Taylor amerikai szinkronszínésznő
- július 27. – Edward Lewis amerikai filmproducer
- július 28. – George Hilton uruguayi színész
- július 28. – Eduardo Gómez spanyol színész
- július 28. – Monica Ghiuță román színésznő
- július 31. – Raffaele Pisu olasz színész
- augusztus 1. – D. A. Pennebaker amerikai dokumentum-filmrendező
- augusztus 1. – Hanna Dunowska lengyel színésznő
- augusztus 4. – Stu Rosen amerikai szinkronrendező, színész
- augusztus 7. – Patricia Louisianna Knop amerikai forgatókönyvíró
- augusztus 8. – Jean-Pierre Mocky francia filmrendező
- augusztus 10. – Freda Dowie angol színésznő
- augusztus 11. – Gordan Mihić szerb forgatókönyvíró
- augusztus 11. – Barbara March kanadai színésznő
- augusztus 11. – Bożena Krzyżanowska lengyel színésznő
- augusztus 13. – Lily Leung hongkongi színésznő
- augusztus 14. – Gjergj Xhuvani albán filmrendező
- augusztus 14. – Ben Unwin ausztrál színész
- augusztus 15. – Boda-Szász Kriszta romániai magyar színésznő
- augusztus 16. – Richard Williams brit-kanadai filmrendező, producer
- augusztus 16. – Peter Fonda amerikai színész, forgatókönyvíró
- augusztus 18. – Encarna Paso spanyol színésznő
- augusztus 19. – Cosimo Cinieri olasz színész
- augusztus 20. – Alekszandra Nazarova orosz színésznő
- augusztus 22. – Morton Tubor amerikai filmvágó
- augusztus 23. – Carlo Delle Piane olasz színész
- augusztus 26. – Ray Henwood walesi származású új-zélandi színész
- augusztus 26. – Max Berliner lengyel származású argentin színész, színpadi producer
- augusztus 28. – Bruno Thost német színész), színházi rendező
- augusztus 28. – Michel Aumont francia színész
- augusztus 29. – Tóth János Kossuth-díjas operatőr, a nemzet művésze
- augusztus 29. – Terrance Dicks angol forgatókönyvíró
- augusztus 30. – Valerie Harper amerikai színésznő
- augusztus 30. – Gordon Bressack amerikai forgatókönyvíró
- szeptember 1. – Kakuts Ágnes romániai magyar színésznő